# Semilabeo obscurus
Semilabeo obscurus är en fiskart som beskrevs av Lin, 1981. Semilabeo obscurus ingår i släktet Semilabeo och familjen karpfiskar. IUCN kategoriserar arten globalt som livskraftig. Inga underarter finns listade i Catalogue of Life.